# Vasa vasorum
Vasa vasorum (lat. "vasos dos vasos") são pequenos vasos sanguíneos encontrados ao redor de paredes de grandes vasos na camada adventícia, que servem para sua nutrição. Aparecem com menos intensidade em artérias, mas em grande quantidade em veias, já que as partes média e íntima (mais próxima da luz) são nutridas por difusão e por consequência de o sangue arterial ser mais rico em oxigênio.